# Anoplonyx
Anoplonyx is een geslacht van echte bladwespen (familie Tenthredinidae).

## Soorten
- A. apicalis (Brischke, 1883)
- A. destructor Benson, 1952
- A. ovatus (Zaddach, 1883)
- A. pectoralis (Serville, 1823)
- A. versicolor Vikberg, 1975